# 비묘

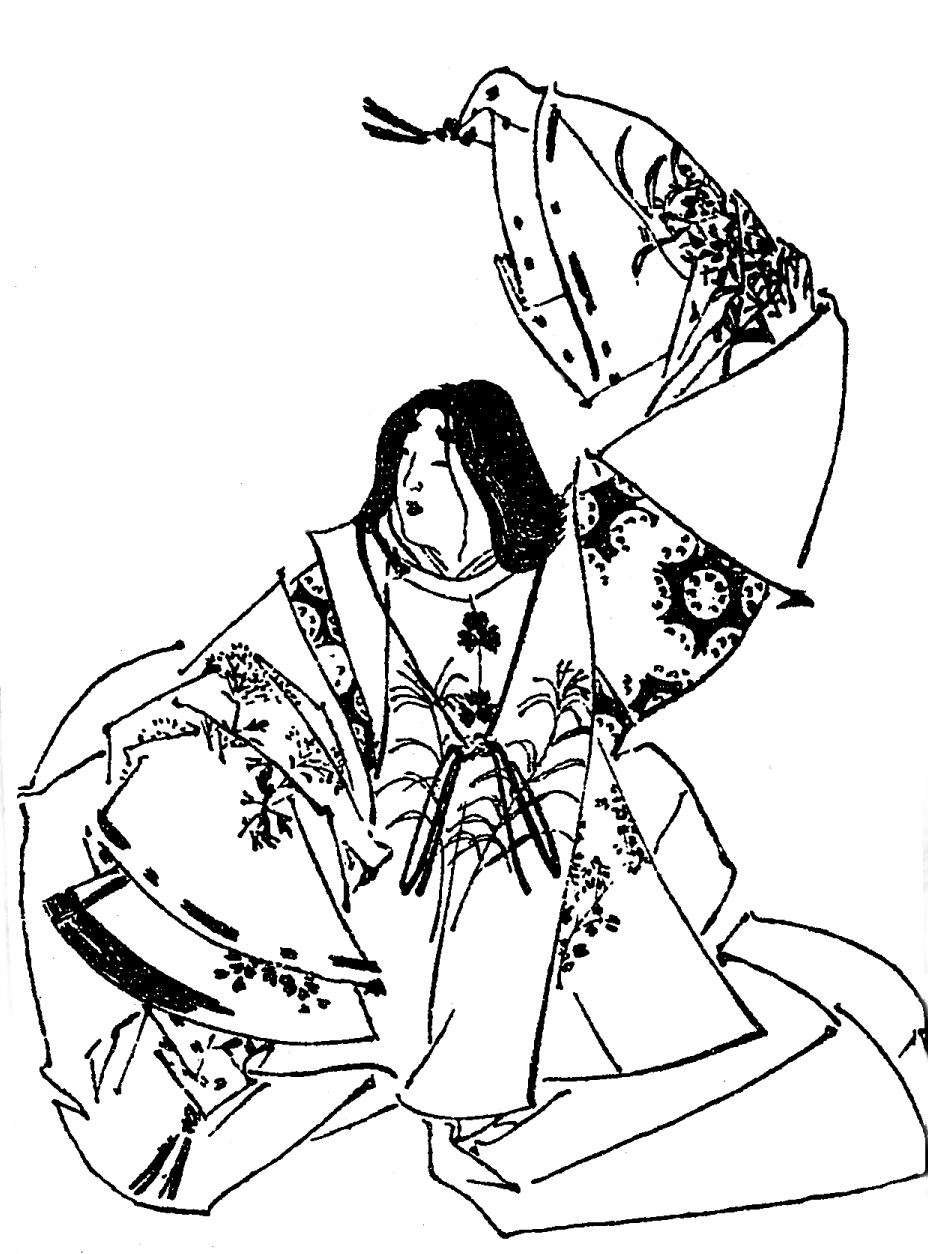
비묘 / 에도 시대 『젠켄코지츠』에서. 키쿠치 요사이 그림

비묘(일본어: 微妙 びみょう[*], 생몰년 미상)는 가마쿠라 시대 전기의 시라뵤시이다. 아버지는 우효에이 후지와라노 타메나리이다.

## 생애
겐큐 연간, 아버지 타메나리가 남을 중상모략한 죄로 수도에서 오슈로 추방당했고, 어머니는 너무 한탄한 나머지 사망했고, 비묘는 7살의 나이에 고아가 되었다.
겐닌 2년 (1202년) 3월, 가마쿠라 막부 쇼군 미나모토노 요리이에가 히키 요시카즈의 저택에서 꽃구경을 할 때 초대받아, 요리이에의 앞에서 춤을 추었다. 그 자리에서 비묘는 아버지의 행방을 찾기 위해, 춤 수행을 쌓아 아즈마국으로 간 것을 울먹이며 요리이에에게 호소하였다. 이를 들은 자는 모두 눈물을 흘렸고, 곧 오슈로 사신을 파견하기로 결정하였다. 며칠 후, 요리이에의 어머니 마사코가 쇼군 고쇼를 방문해, 비묘의 춤을 감상했다. 이후, 비묘는 마사코의 저택으로 가게 되었다.
8월, 오슈로 파견되었던 사신이 귀참하면서, 비묘의 아버지는 이미 사망한 것으로 밝혀졌다. 비묘는 울음을 터트리고, 10일 후에는 아버지의 보다이를 조문하기 위해, 묘안 에이사이의 선방에서 출가하여 법명을 지렌(持蓮)이라 하였다. 마사코는 비묘를 불쌍히 여겨, 후카자와사토 근처에 거처를 주었다.
비묘와 은밀이 내통하던 고케닌 후루고오리 야스타다는 카이국으로 향하는 동안 비묘가 출가를 한 것을 알고, 화를 내며 에이사이의 문제의 승려들의 방에 들어가 캐물었다. 승려들은 겁을 먹고 고쇼로 달아났고, 야스타다는 이를 쫓아 때려 눕히는 소동을 벌여 마사코의 분노를 사고 말았다.